# Quod scripsi, scripsi

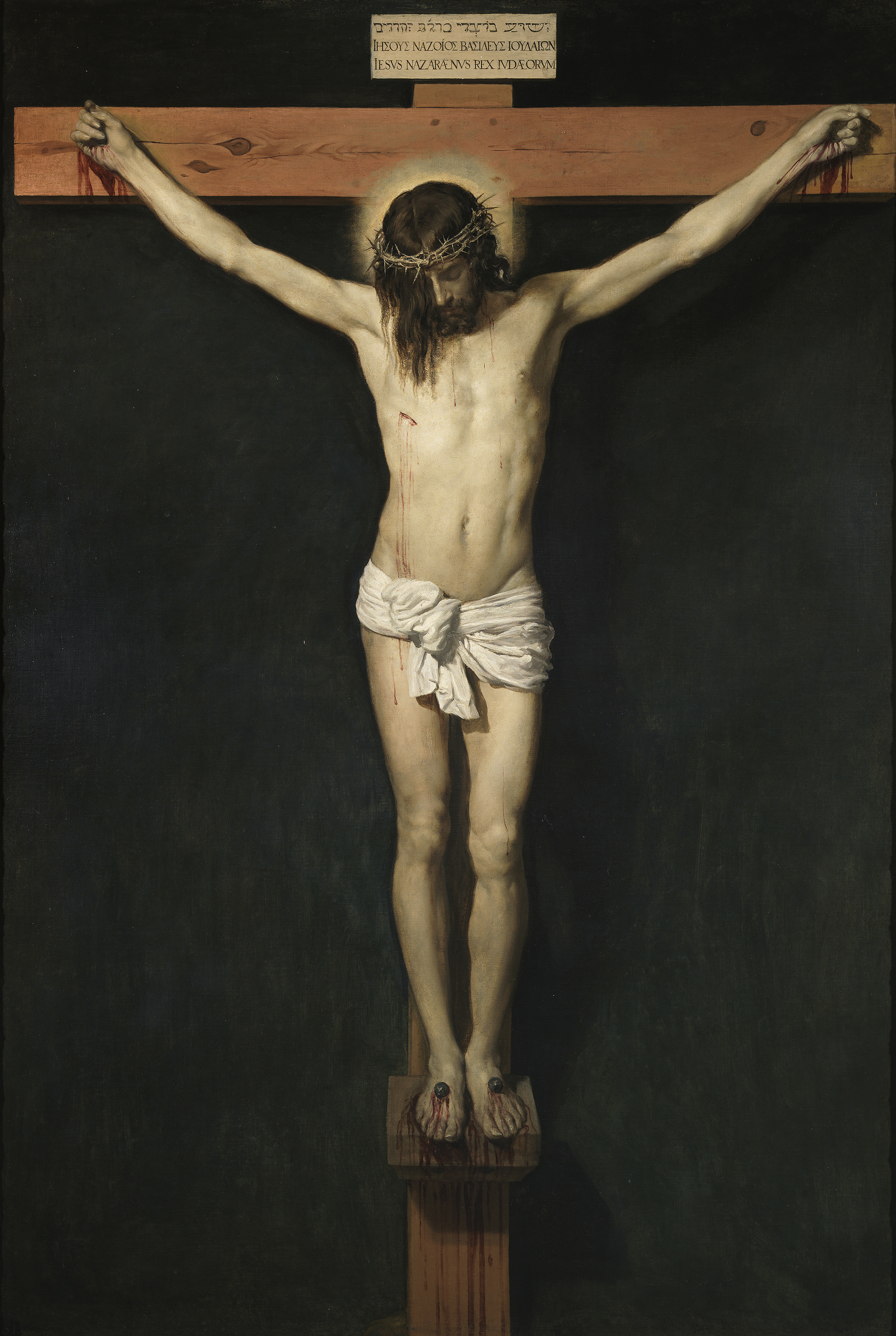
«Распятый Христос».
Д. Веласкес, около 1632, холст, масло, Прадо, Мадрид (над головой распятого Иисуса расположена табличка с надписями на трёх языках).

Quod scripsi, scripsi (с лат. — «что написал, то написал»; церк.-слав. Є҆́же писа́хъ, писа́хъ) — фраза, приписываемая Понтию Пилату.

## Евангельское повествование

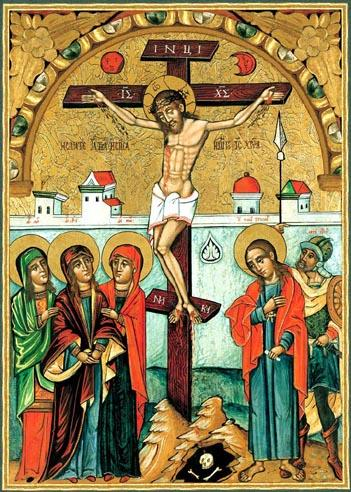
Икона «Распятие с предстоящими»; надпись на перекладине креста — ІНЦІ

Согласно Евангелию от Иоанна, Понтий Пилат повелел написать слова «Иисус Назорей, Царь Иудейский» на табличке, которая была прикреплена к кресту, на котором был распят Иисус Христос. Несмотря на протесты иудейских первосвященников, Понтий Пилат отказался снять или заменить надпись. Не желая объяснять причин своего отказа, Пилат ответил фразой: Quod scripsi, scripsi.

Пилат же написал и надпись, и поставил на кресте. Написано было: Иисус Назорей, Царь Иудейский.
Эту надпись читали многие из Иудеев, потому что место, где был распят Иисус, было недалеко от города, и написано было по-еврейски, по-гречески, по-римски.
Первосвященники же Иудейские сказали Пилату: не пиши: Царь Иудейский, но что Он говорил: Я Царь Иудейский.
Пилат отвечал: что я написал, то написал.
— Ин. 19:19—22
На табличке обычно писали не только имя преступника, но и преступление, за которое приговорён к казни распинаемый. Таким образом, по мнению Пилата преступление Иисуса заключалось в том, что он был царём иудеев.
Существует множество интерпретаций причин такого поступка Пилата. Наиболее часто встречаются следующие:
- Пилат действительно считал Иисуса Сыном Божьим;
- Пилат хотел досадить первосвященникам, которые настояли на казни Иисуса[1];
- Пилат стремился укрепить власть Рима в Иудее.

Надпись была выполнена на трёх языках:
- лат. Iesvs Nazarenvs Rex Ivdaeorvm — на латыни (языке римлян; тогда римская провинция называлась Иудеей, значительно позже, после очередного восстания евреев против римского господства и последующей кровопролитной войны, была переименована в Сирию Палестинскую). Сокращается до INRI (церк.-слав. ІНЦІ на церковнославянском языке),
- ивр. ישו מנצרת מלך היהודים‎[источник не указан 4772 дня] — на арамейском,
- Ἰησοῦς ὁ Ναζωραῖος ὁ Bασιλεὺς τῶν Ἰουδαίων — на греческом (интернациональный язык общения во времена Пилата).